# بلید فرام ویتین
بلید فرام ویتین (انگلیسی: Bleed from Within) یک گروه هوی متال اسکاتلندی از همیلتون، لانارکشر جنوبی است که در سال ۲۰۰۵ آغاز به کار کرد.